# Pierswijk

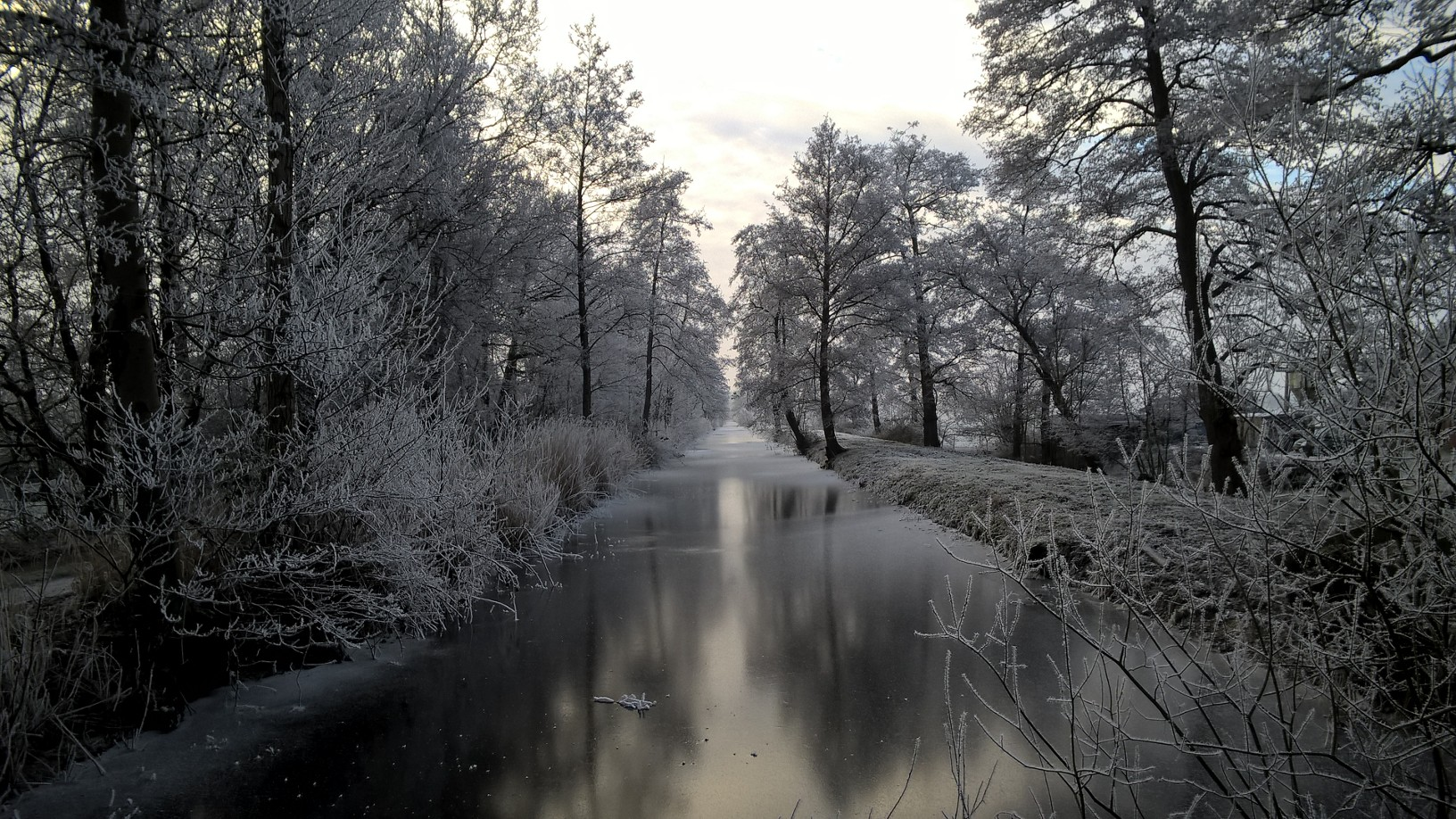
Pierswijk in de winter

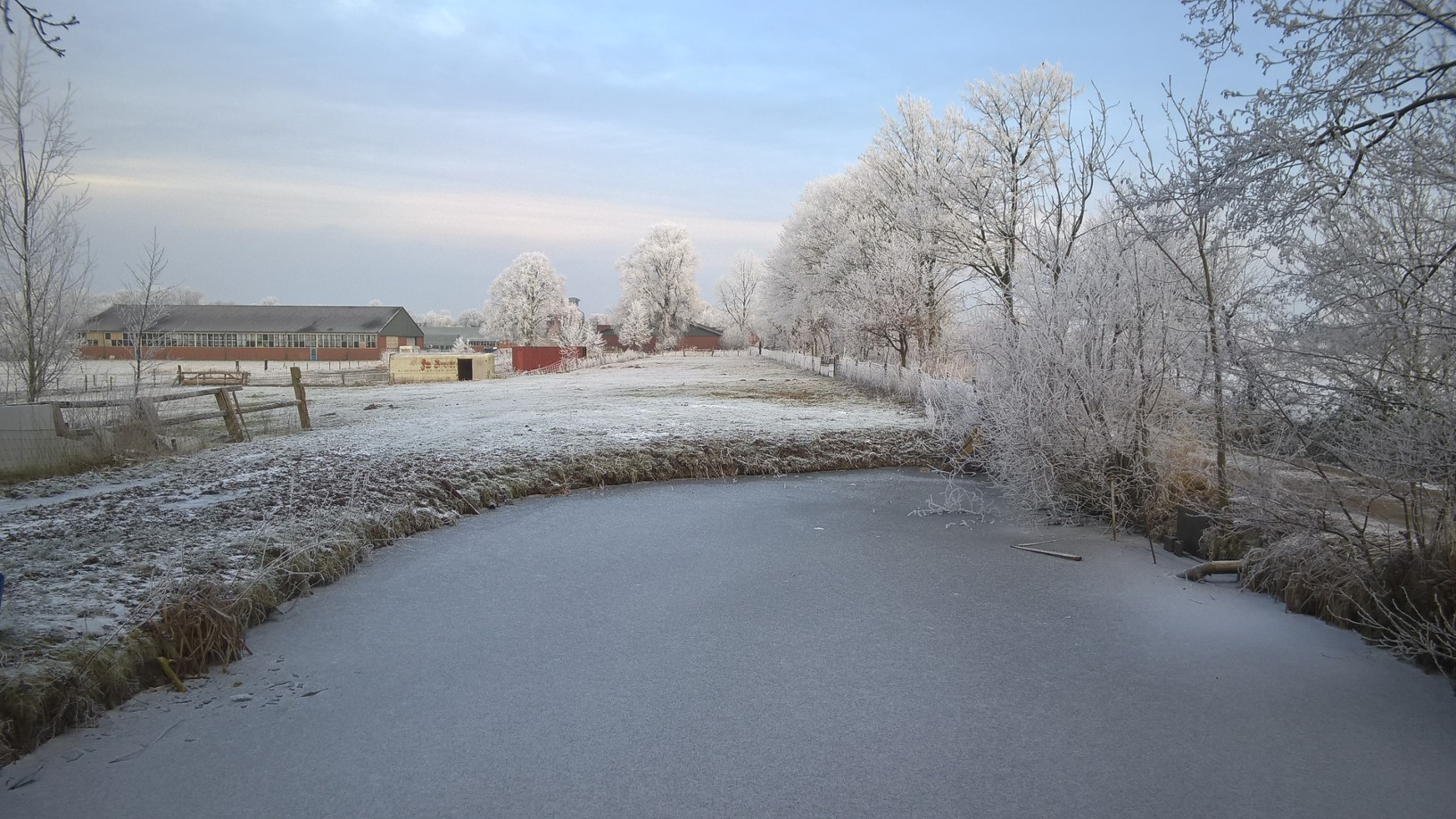
Pierswijk met fabrieksgebouwen van de voormalige Gjaltema's Timmerfabriek. De wijk liep vroeger verder door en eindigde in een zwaaikom.

De Pierswijk of Holtropswijk is een tussen 1836 en 1852 gegraven wijk bij het dorp Marum in de provincie Groningen. De wijk loopt vanaf de Jonkersvaart noordwaarts naar de Kruisweg te Marum. In vroeger tijden eindigde de Pierswijk in een zwaaikom, welke in de jaren 50 gedempt is. De wijk had dan ook een belangrijke functie, omdat deze het dorp Marum via de Jonkersvaart, het Leekster Hoofddiep, het Leekstermeer en het Hoendiep verbond met de stad Groningen. 

## Geschiedenis
Aanvankelijk werd de wijk gebruikt voor het afvoeren van turf van De Linde en 't Malijk. Later werd de Pierswijk voornamelijk gebruikt door pramen die melkbussen vervoerden van en naar de melkfabriek op de Kruisweg. In 1918 werd de melkfabriek verplaatst naar het huidige terrein aan de Noorderringweg naast de hervormde kerk en verrees op deze plaats Gjaltema's Timmerfabriek.
De naam is ontleend aan ene Pier Holtrop. Pier boerde met zijn broer Derk op de Frimaheerd aan het Malijksepad. Deze boerderij is ontstaan uit het Frima Steenhuis en gesloopt in 1911. In 1850 werd een deel van de landerijen verkocht voor de aanleg van de wijk. Derk Holtrop behield de Frimaheerd en de landerijen ten westen van de wijk. Pier behield de landerijen ten oosten van de wijk en hij bouwde met zijn vrouw Frouktje Posthuma een nieuwe boerderij direct ten oosten van de wijk. Na de dood van Pier in 1865 bleef zijn naam voortleven in de naam van de wijk die met zowel zijn voor- als achternaam aangeduid wordt.

## Ligging
De Pierswijk ligt tussen Marum en het gehucht 't Malijk. Het Malijksepad kruist de wijk dan ook via een vaste fietsbrug. Even zuidelijker ligt de wijk tussen het buurtje De Linde en het gehucht Willemstad. Willemstad had een extra afsplitsing van de Pierswijk met een klein haventje. Met name bij Marum is er een behoorlijk hoogteverschil tussen de Pierswijk en het landschap. Om het verschil tussen de Jonkersvaart en Marum te overbruggen, moesten er behoorlijke wallen opgeworpen worden. Deze moesten zelfs weer verhoogd worden in 1871 toen de dam tussen de Wilstervaart en de Jonkersvaart verdween en de Pierswijk op Fries pijl gebracht moest worden. Aan de Jonkersvaart staat nog steeds een boerderij met het woord 'DAM' op de voorgevel, tegenover deze boerderij lag de dam in de vaart. Heden ten dage is de wijk in onbruik geraakt en enigszins dichtgegroeid met allerhande waterplanten. Via de reed naast de wijk is de Willemstad ook bereikbaar. Een aantal adressen van 't Malijk heeft ook een uitrit naar deze reed. Direct ten oosten van de reed ligt een ijsbaan, het land van de ijsbaan behoorde tot het door Pier Holtrop gebouwde boerderijtje. Het water voor deze baan wordt ook uit de Pierswijk gepompt.

## Galerij

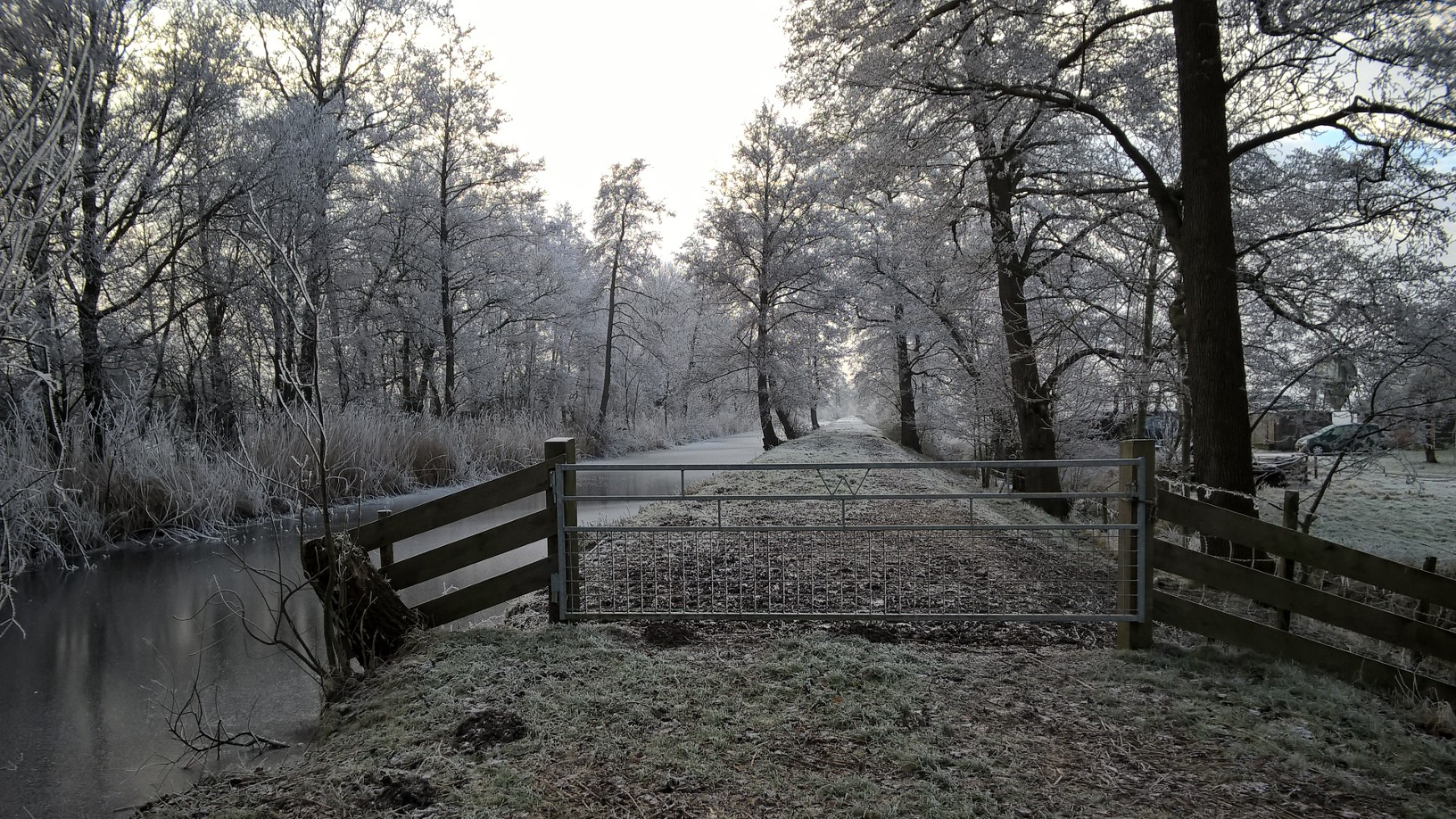
Pierswijk met opgeworpen wal
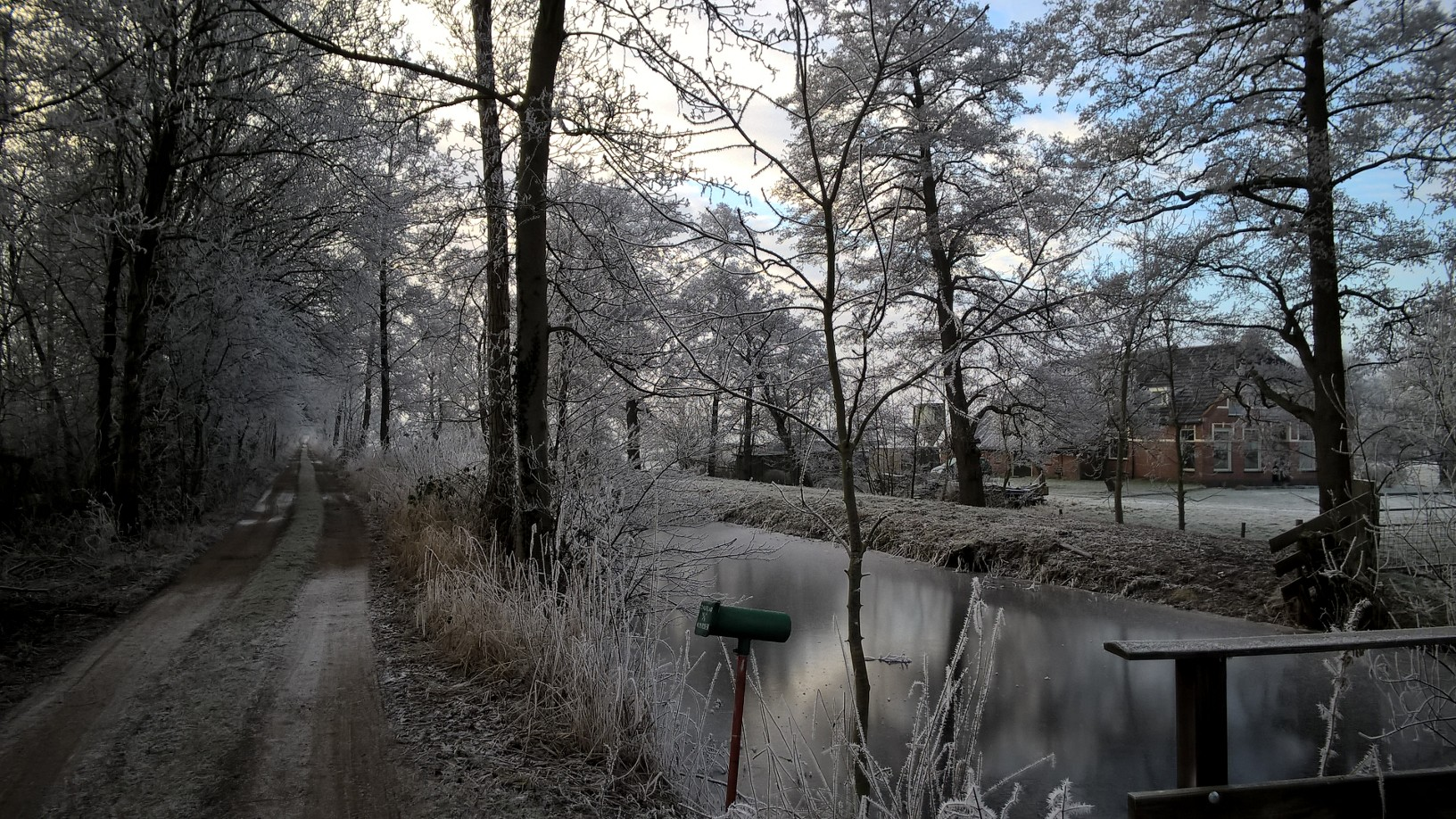
Reed naar de Willemstad naast de Pierswijk, rechts de nieuwe boerderij op de plaats van de Frimaheerd
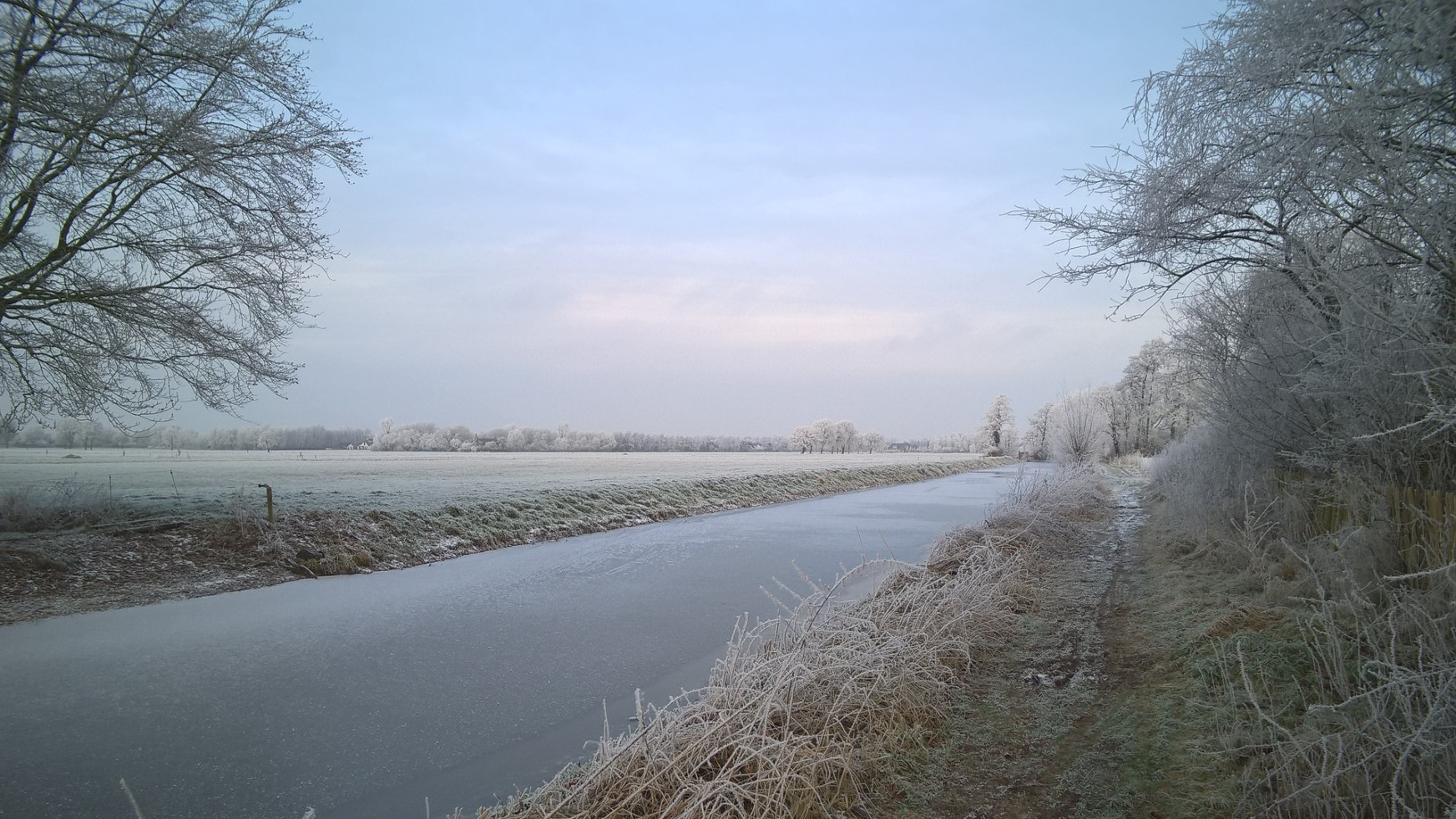
De wijk ter hoogte van de Willemstad, hier zonder opgeworpen wallen
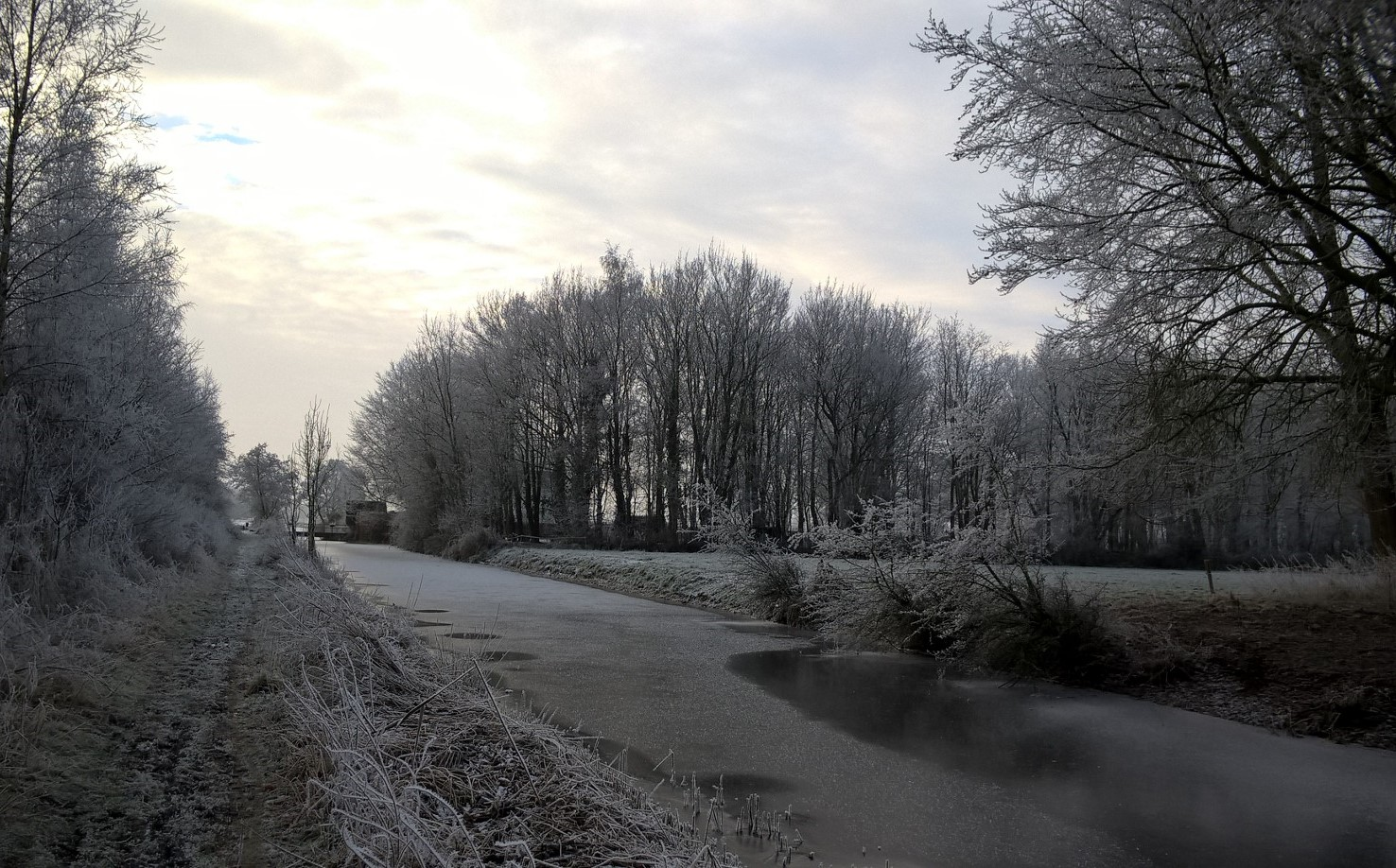
De wijk ter hoogte van de Willemstad
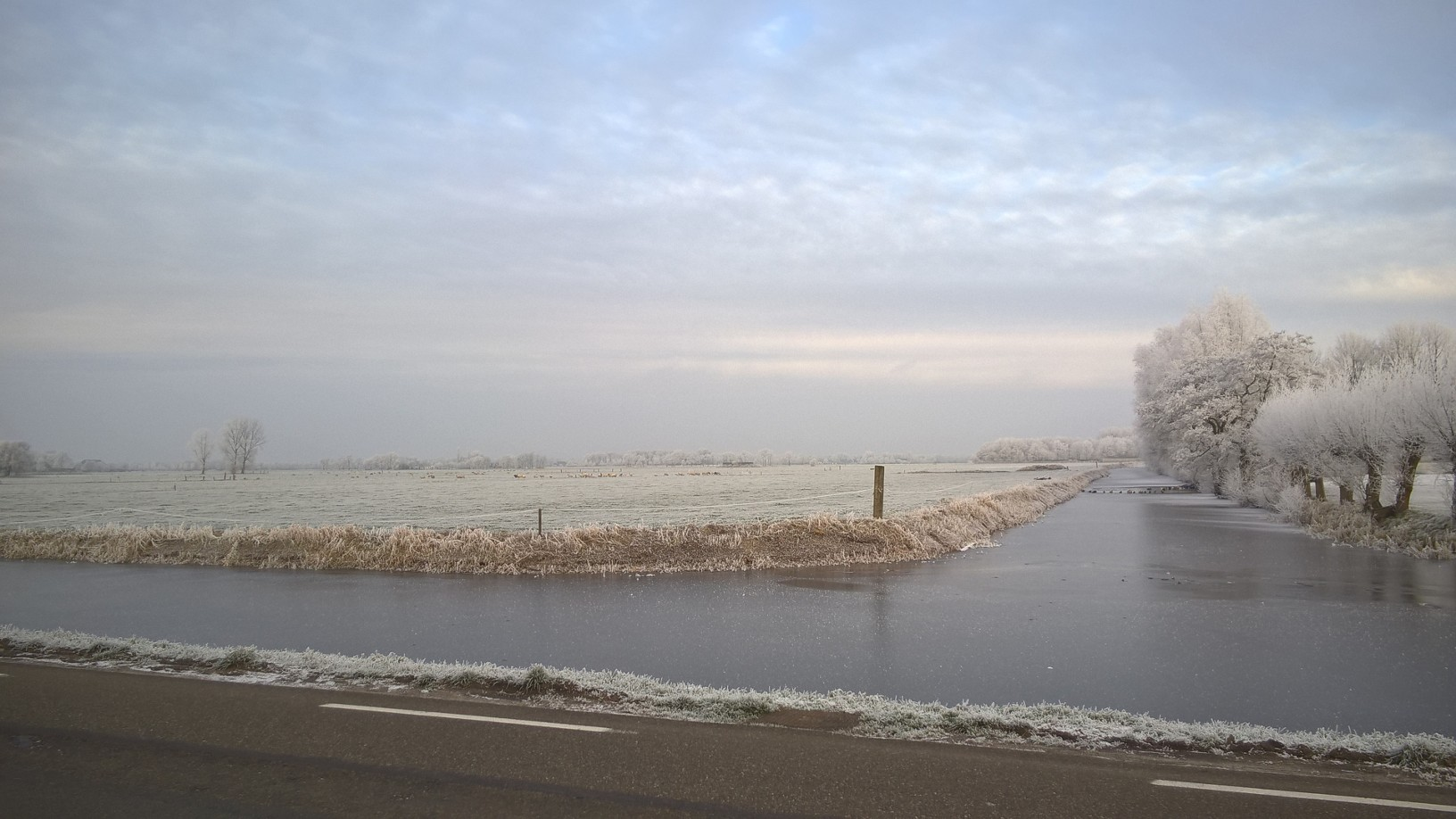
Aansluiting van de Pierswijk op de Jonkersvaart